# Polygala pseudoerica
Polygala pseudoerica är en jungfrulinsväxtart som beskrevs av A. St.-hil.. Polygala pseudoerica ingår i släktet jungfrulinssläktet, och familjen jungfrulinsväxter. Utöver nominatformen finns också underarten P. p. juniperoides.